# Чуковец (област Силистра)
 За другото българско село вижте Чуковец (Област Перник).  
Чуковец е село в Североизточна България. То се намира в община Алфатар, област Силистра.

## География
Чуковец е село в област Силистра, община Алфатар. Чуковец се намира на 30 км от Силистра и на 10 км от Алфатар. Населението на Чуковец е 459 души (01.02.2011 г. НСИ).